# Rakovice (Slowakei)
Rakovice (ungarisch Rákfalu – bis 1907 Rakovic) ist eine Gemeinde im Westen der Slowakei mit 641 Einwohnern (Stand 31. Dezember 2024), die zum Okres Piešťany, einem Teil des Trnavský kraj gehört.

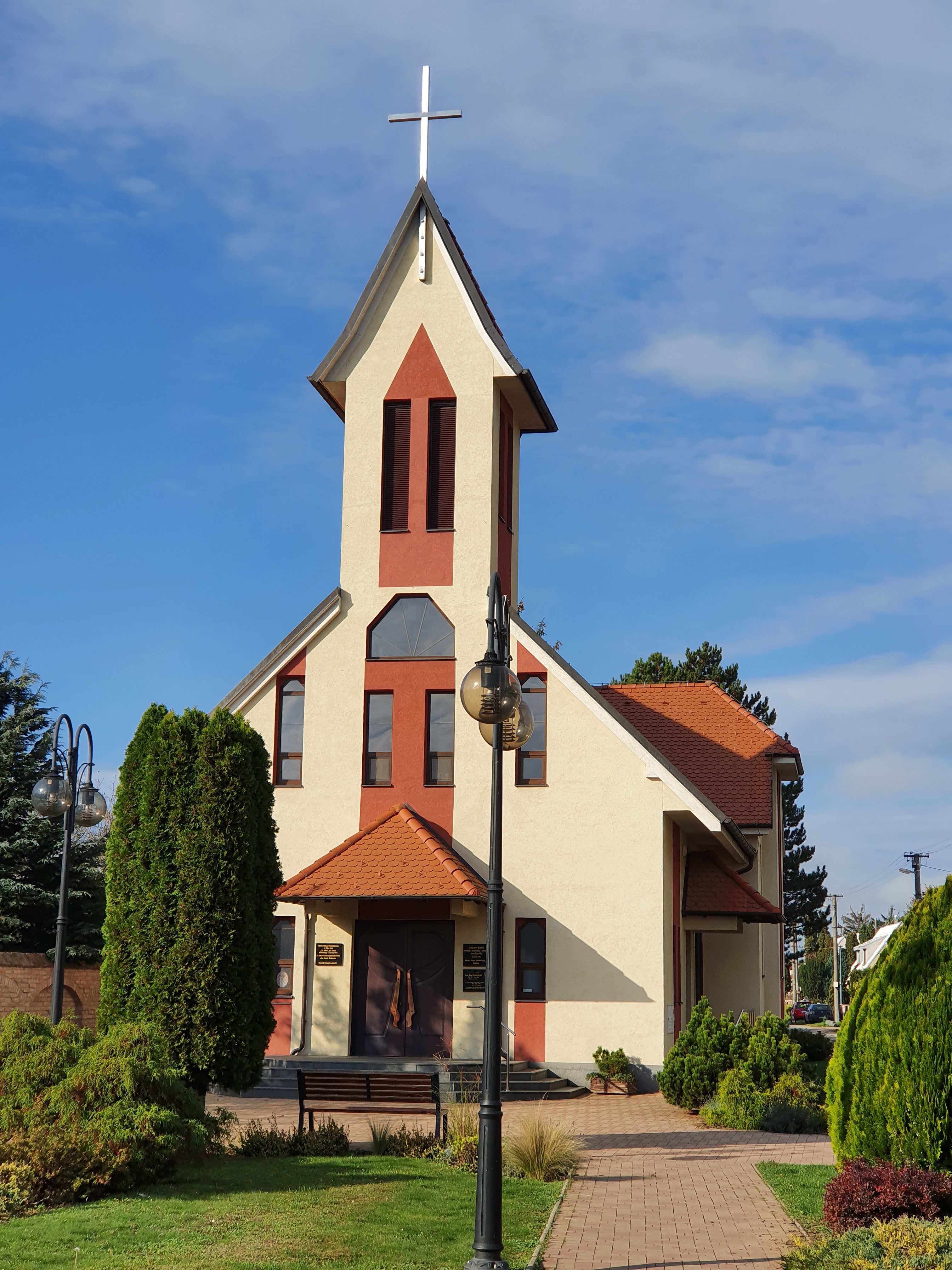
Kyrill-und-Method-Kirche

## Geographie
Die Gemeinde befindet sich im Nordteil des Hügellands Trnavská pahorkatina (Teil des slowakischen Donautieflands) an der rechtsufrigen Flurterrasse des Dudváh. Das Ortszentrum liegt auf einer Höhe von 160 m n.m. und ist elf Kilometer von Piešťany entfernt.

## Geschichte
Der Ort wurde zum ersten Mal 1262 als Rokoych schriftlich erwähnt.
Bis 1918 gehörte der im Komitat Neutra liegende Ort zum Königreich Ungarn und kam danach zur Tschechoslowakei bzw. heute Slowakei.
1943–1945 war Rakovice Teil der Nachbargemeinde Veselé.

## Bevölkerung
| Jahr                | 1994 | 2004    | 2014     | 2024     |
| ------------------- | ---- | ------- | -------- | -------- |
| Anzahl der Personen | 475  | 509     | 570      | 641      |
| Unterschied         |      | +7,15 % | +11,98 % | +12,45 % |

| Jahr                | 2023 | 2024    |
| ------------------- | ---- | ------- |
| Anzahl der Personen | 631  | 641     |
| Unterschied         |      | +1,58 % |

Ergebnisse nach der Volkszählung 2001 (482 Einwohner):
| Nach Ethnie: - 98,13 % Slowaken - 1,24 % Tschechen | Nach Konfession: - 84,85 % römisch-katholisch - 8,71 % konfessionslos - 3,53 % keine Angabe - 2,49 % evangelisch |

## Sehenswürdigkeiten
- Landschloss im klassizistischen Stil aus den Jahren 1856–58, Nachfolger eines Renaissance-Landschlosses, das 1675 erwähnt wurde. Das Landschloss ist von einem 6,5 ha großen englischen Park umgeben
- Glockenturm aus dem 18. Jahrhundert
- Statuen von St. Florian (1765), Johannes von Nepomuk (1884) sowie Kyrill und Method (1924)

## Söhne und Töchter der Gemeinde
- Peter Dubovský (1921–2008), Weihbischof im Bistum Banská Bystrica